# Kazumasa Shimizu
Kazumasa Shimizu (født 30. juni 1976) er en tidligere japansk fodboldspiller.
Han har spillet for flere forskellige klubber i sin karriere, herunder Oita Trinita.